# بيلاش غولياس
بيلاش غولياس (بالمجرية: Gulyás Balázs)‏ هو عالم أعصاب مجري، ولد في 26 يونيو 1956 في بودابست في المجر.